# Luka Bašić
Luka Bašić (Rennes, 29 gennaio 1995) è un pallavolista francese, schiacciatore della Saturnia Acicastello.

## Palmarès

### Club
- Coppa Italia: 1

2022-23
- Challenge Cup: 1

2020-21

### Nazionale (competizioni minori)
- Campionato europeo under 20 2014